# Gloria Piedimonte
Gloria Piedimonte auch bekannt als La Guapa (* 27. Mai 1955 in Mantua, Lombardei, Italien; † 6. Januar 2022 ebenda) war eine italienische Schauspielerin, Sängerin und Tänzerin.

## Leben und Karriere
Die 1955 in Mantua in der Lombardei geborene Gloria Piedimonte wandte sich Mitte der 1970er Jahre als Schauspielerin dem Film zu, wo sie kleinere und größere Nebenrollen spielte. Ihr Leinwanddebüt gab sie 1975 in Mario Caianos Polizeifilm ...a tutte le auto della polizia.... Danach drehte sie vorwiegend Filme im Kriminalfilmgenre, unter anderem mit Regisseuren wie Guido Leoni, Mario Imperoli, Sergio Grieco, Carlo Veo, Franco Prosperi, Neri Parenti, Melih Gülgen oder Adriano Tagliavia. 1976 sah man sie unter anderem in der italienisch-jugoslawischen Koproduktion Die große Orgie unter der Regie von Miklós Jancsó, die Hauptrolle spielte Lajos Balázsovits, sowie in dem Krimi Bewaffnet und gefährlich von Romolo Guerrieri mit Tomas Milian.
Seit Ende der 1970er Jahre hatte sie sich vor allem in ihrem Heimatland Italien auch einen Namen als Sängerin und Tänzerin gemacht. 1983 trat sie in der 79. Folge der deutschen Musiksendung Musikladen mit ihrem Lied Ma che bella serata auf.
Gloria Piedimonte verstarb am 6. Januar 2022 in ihrer Geburtsstadt Mantua im Alter von 66 Jahren.

## Filmografie (Auswahl)
- 1975: ...a tutte le auto della polizia...
- 1975: La supplente
- 1976: Oh, mia bella matrigna
- 1976: Come cani arrabbiati
- 1976: Die große Orgie (Vizi privati, pubbliche virtù)
- 1976: Bewaffnet und gefährlich (Liberi armati pericolosi)
- 1976: Le seminariste
- 1976: I violenti di Roma bene
- 1977: Amore all'arrabbiata
- 1977: La svastica nel ventre
- 1978: Il commissario Verrazzano
- 1979: John Travolto... da un insolito destino
- 1979: Kriminal Porno
- 1979: Baila Guapa

## Diskografie
Singles
- 1978 – "Ping Pong Space"/"Ping Pong Space (Instrumental Version)" (Durium Records, LD AL 8018, 7")
- 1978 – "Uno"/"Chi sei" (Durium, LD AL 8036, 7")
- 1983 – "Ma che bella serata"/"Torno stasera" (Gattocicova, GT 501, 7")
- 1983 – "Sogno in blu" (Melody Records, MR 068/069)
- 2013 – "Ma che bella serata" [New Version]